# Sollefteå
Sollefteå è una città della Svezia, capoluogo del comune omonimo, nella contea di Västernorrland. Ha una popolazione di 8.530 abitanti.
È una stazione sciistica specializzata nello sci nordico, attrezzata con il trampolino Hallstabacken che ha ospitato le gare di salto con gli sci e di combinata nordica dei Campionati mondiali di sci nordico del 1934 e dei Campionati mondiali juniores del 2003, oltre a una tappa della Coppa del Mondo di salto con gli sci nel 1990.